# Karl Widerquist

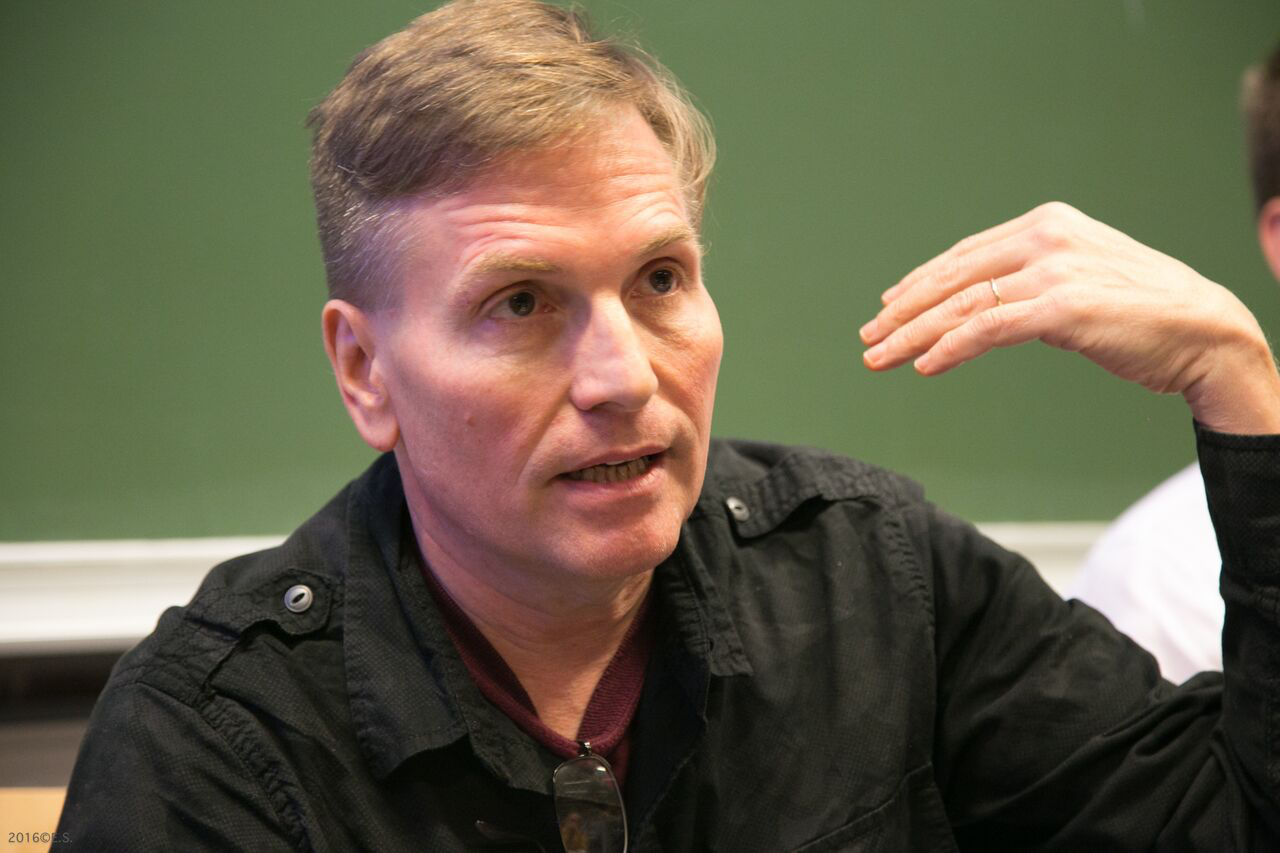
Widerquist auf der BIEN Conference 2016

Karl Smith Widerquist (* 7. Februar 1965 in Chicago, Illinois, USA) ist ein US-amerikanischer Philosoph und Wirtschaftswissenschaftler an der Georgetown University in deren Campus in Katar. Er ist vor allem als ein Befürworter des bedingungslosen Grundeinkommens bekannt und Vorstandsmitglied des U.S. Basic Income Guarantee Network. Daneben ist er ein interdisziplinärer akademischer Autor, der in Zeitschriften aus den Bereichen Wirtschaft, Politik, Philosophie und Anthropologie Artikel veröffentlicht hat.

## Leben
Widerquist wurde 1965 in Chicago, Illinois, geboren und wuchs in Cassopolis, Michigan, auf. Bevor er in die akademische Welt eintrat, war er Musiker, unter anderem als Bassist für Michael McDermott, und spielte in mehreren Indie-Bands. Er promovierte 1996 in Wirtschaftswissenschaften am CUNY Graduate Center und 2006 in Politischer Theorie an der University of Oxford. Seit 2009 ist er an der Georgetown University in Qatar tätig. Außerdem war er von 2010 bis 2018 Co-Vorsitzender des Basic Income Earth Network.

## Bücher
- Michael Anthony Lewis und Karl Widerquist, 2002. Economics for Social Workers: The Application of Economic Theory to Social Policy and the Human Services, New York: Columbia University Press[6]
- Karl Widerquist, Michael Anthony Lewis und Steven Pressman (eds.), 2005. The Ethics and Economics of the Basic Income Guarantee, Aldershot, UK: Ashgate[7]
- Karl Widerquist und Michael W. Howard (eds.) 2012. Alaska’s Permanent Fund Dividend: Examining its Suitability as a Model, New York: Palgrave Macmillan
- Karl Widerquist und Michael W. Howard (eds.) 2012. Exporting the Alaska Model: Adapting the Permanent Fund Dividend for Reform around the World, New York: Palgrave Macmillan
- Karl Widerquist, März 2013. Independence, Propertylessness, and Basic Income: A Theory of Freedom as the Power to Say No, New York: Palgrave Macmillan[8]
- Karl Widerquist, Jose Noguera, Yannick Vanderborght und Jurgen De Wispelaere (eds.), Juli 2013. Basic Income: An Anthology of Contemporary Research, Oxford: Wiley-Blackwell
- Karl Widerquist und Grant S. McCall. Prehistoric Myths in Modern Political Philosophy, Edinburgh: Edinburgh University Press, Januar 2017
- Karl Widerquist, A Critical Analysis of Basic Income Experiments for Researchers, Policymakers, and Citizens, New York: Palgrave Macmillan, Dezember 2018
- Karl Widerquist und Grant S. McCall. 2021. The Prehistory of Private Property, Edinburgh: Edinburgh University Press[9]